# 大学中路站
大学中路站是郑州地铁6号线与7号线的地铁换乘站，位于中华人民共和国河南省郑州市二七区淮河东路与大学中路交叉口，6号线部分于2024年11月30日投入运营，7号线部分于2024年12月29日投入运营。

## 车站结构
大学中路站分为6号线车站和7号线车站两部分。6号线车站的主体结构位于淮河东路地下，呈东西向布置，为地下二层车站。7号线车站的主体结构位于6号线车站南侧的大学中路地下，呈南北向布置，为地下三层车站，与6号线车站呈“T”形相交。

### 车站楼层
大学中路站6号线车站的主体结构为地下二层车站，B1层為站廳层，B2層為站台层。7号线车站的主体结构为地下三层车站，B1层為站廳层，B3层为站台层。

#### 6号线车站楼层
| 1F  | 地面     | A、E出入口                                                        | A、E出入口                                                        | A、E出入口                                                        |
| B1F | 站厅     | 客服中心、自动售票机、行李检查、闸机、车站控制室 连通 █ 7号线站厅 | 客服中心、自动售票机、行李检查、闸机、车站控制室 连通 █ 7号线站厅 | 客服中心、自动售票机、行李检查、闸机、车站控制室 连通 █ 7号线站厅 |
| B2F | █ 6号线  | 往清华附中方向（嵩淮）                                            | 往清华附中方向（嵩淮）                                            | 往清华附中方向（嵩淮）                                            |
| B2F | 岛式站台 |                                                                   | 至站厅 至 █ 7号线站台                                             | 卫生间                                                            |
| B2F | █ 6号线  | 往贾峪方向（卧龙岗）                                              | 往贾峪方向（卧龙岗）                                              | 往贾峪方向（卧龙岗）                                              |

#### 7号线车站楼层
| 1F  | 地面     | C、D出入口                                                        | C、D出入口                                                        | C、D出入口                                                        |
| B1F | 站厅     | 客服中心、自动售票机、行李检查、闸机、车站控制室 连通 █ 6号线站厅 | 客服中心、自动售票机、行李检查、闸机、车站控制室 连通 █ 6号线站厅 | 客服中心、自动售票机、行李检查、闸机、车站控制室 连通 █ 6号线站厅 |
| B3F | █ 7号线  | 往东赵方向（市骨科医院）                                          | 往东赵方向（市骨科医院）                                          | 往东赵方向（市骨科医院）                                          |
| B3F | 岛式站台 | 至 █ 6号线站台                                                    | 至站厅                                                            |                                                                   |
| B3F | █ 7号线  | 往南岗刘方向（市第二人民医院）                                    | 往南岗刘方向（市第二人民医院）                                    | 往南岗刘方向（市第二人民医院）                                    |

### 站厅
大学中路站的站厅位于B1层，分为6号线站厅和7号线站厅两部分，各设有客服中心和自动售票机等设施，站厅由闸机和栏杆分隔为付费区和非付费区，付费区位于6号线站厅的南部和7号线站厅的东部，7号线站厅的北端与6号线站厅连通，付费区和非付费区均互相连接。两座站厅的付费区内均设有自动扶梯、楼梯和无障碍电梯，连接对应的站台。6号线站厅的E口道通处设卫生间和母婴室。

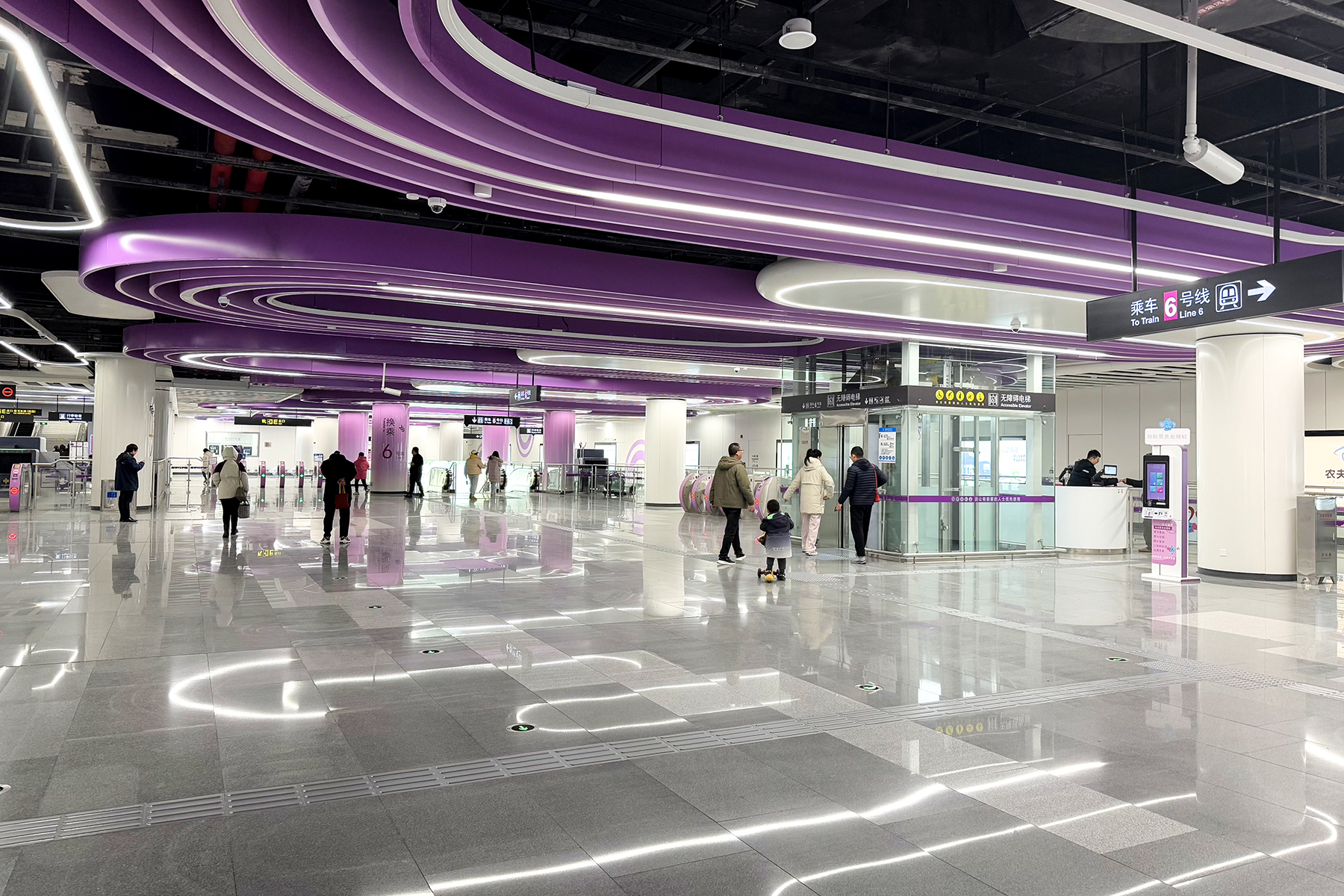
6号线站厅
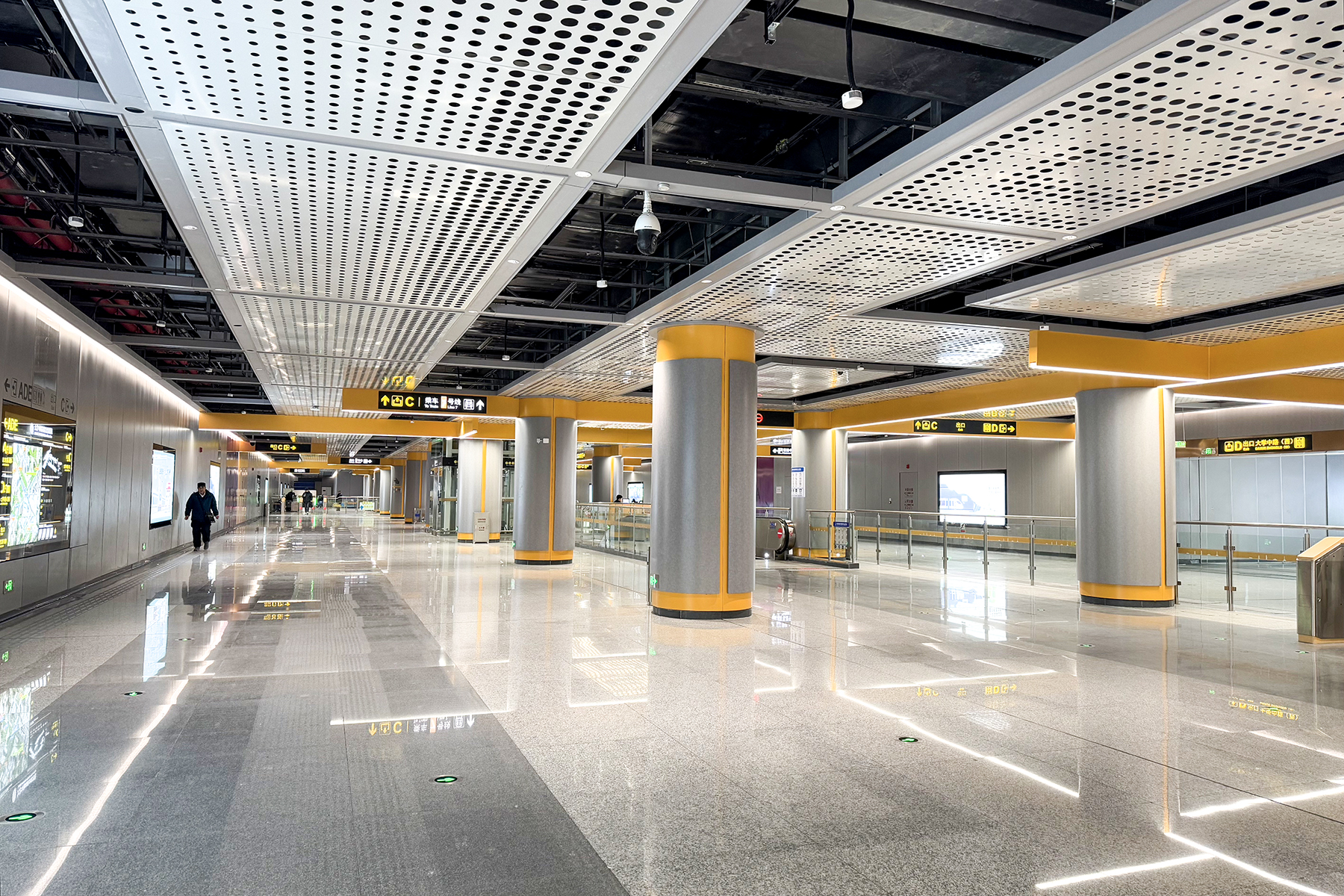
7号线站厅
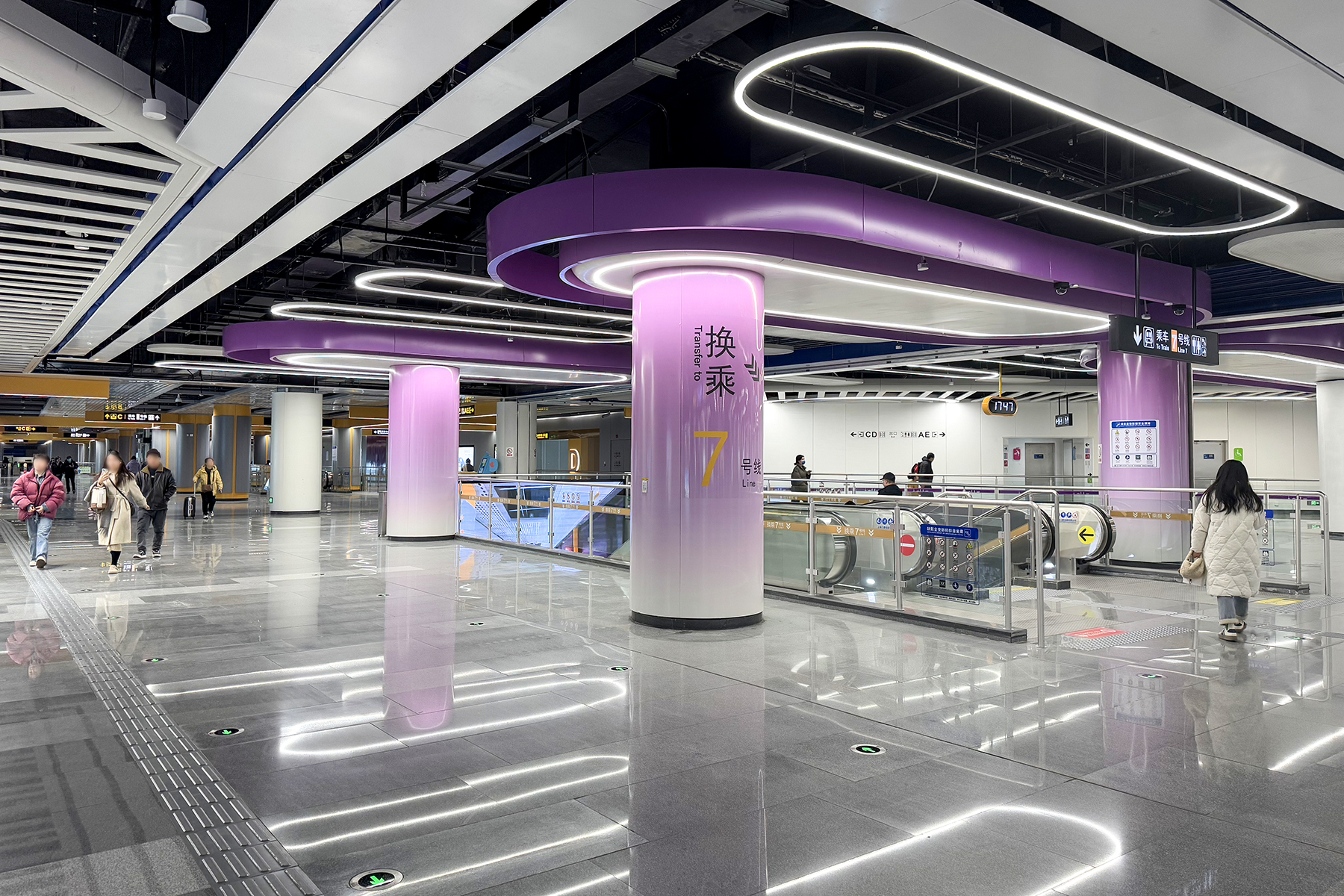
6号线与7号线站厅连接处

### 站台
大学中路站的6号线车站和7号线车站各设一座岛式站台，均安装有高站台门。6号线站台位于B2层，呈东西向，北侧站台面由贾峪方向列车的使用，南侧站台面由清华附中方向的列车使用，站台西端设卫生间和母婴室。7号线站台位于B3层，呈南北向，西侧站台面由南岗刘方向列车的使用，东侧站台面由东赵方向的列车使用。两座岛式站台呈“T”形交叉，6号线站台的中部设有步梯换乘通道，与7号线站台北端相连，形成T形换乘节点。

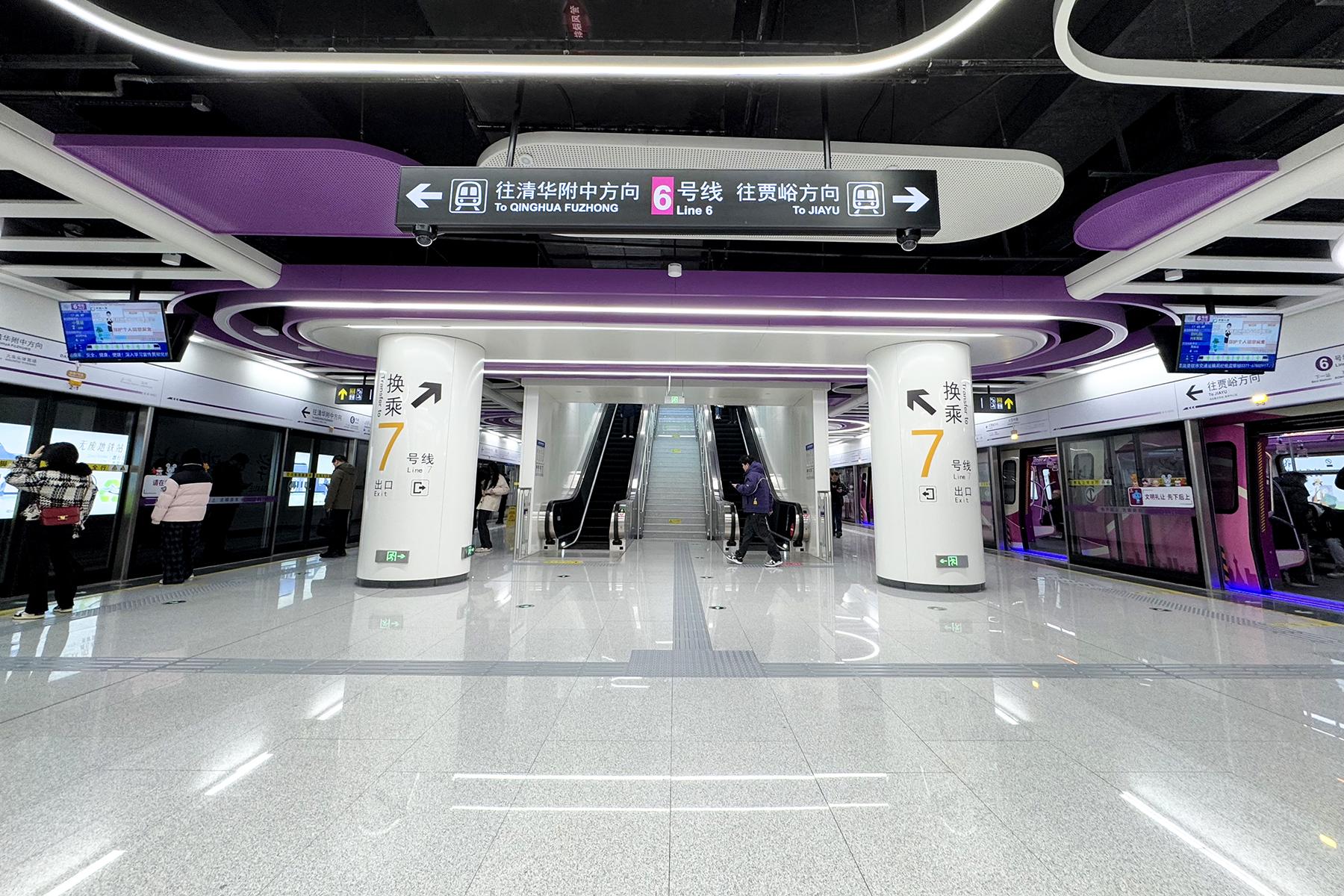
6号线站台
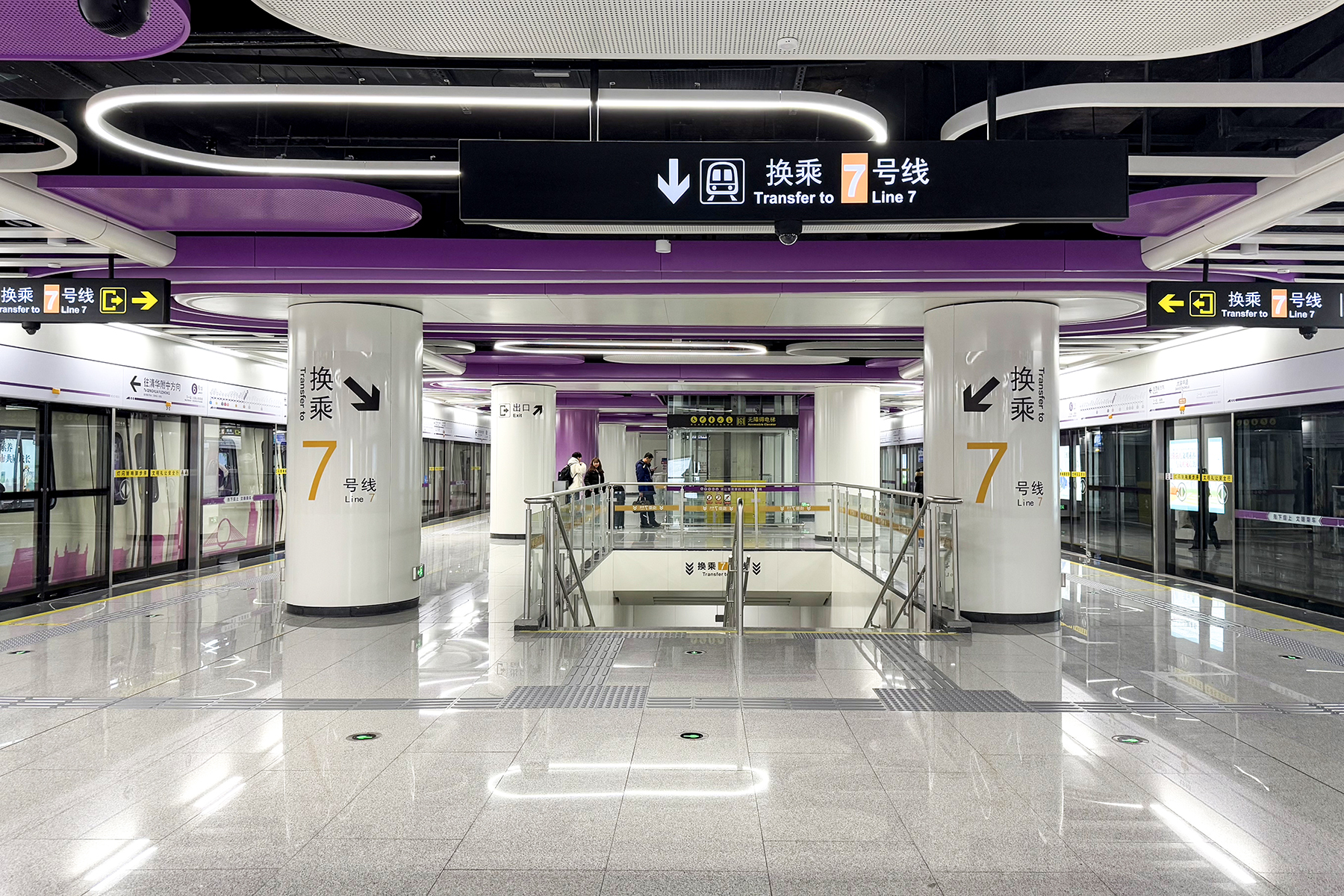
6号线站台中部的换乘楼梯口
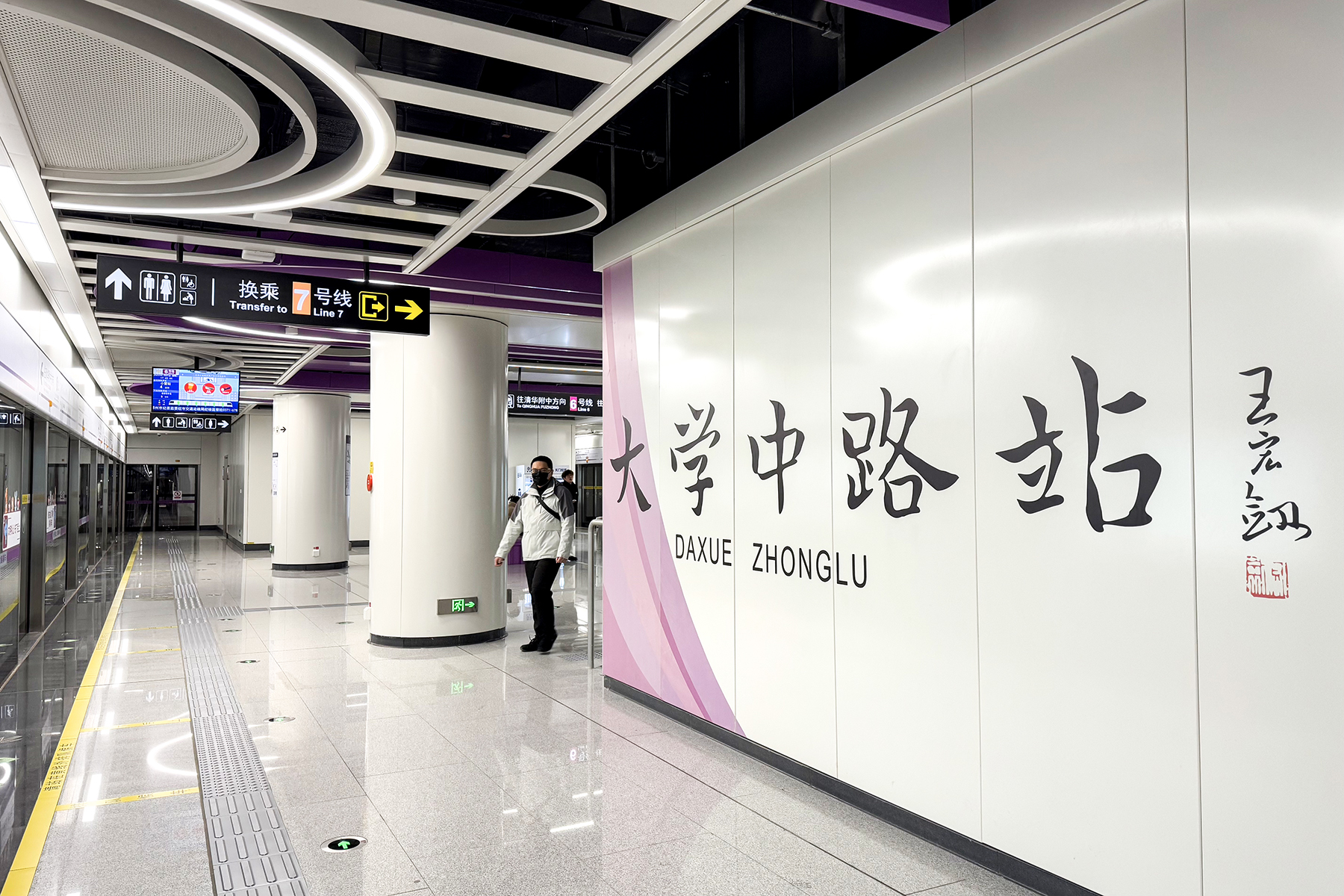
6号线站台上的站名大字壁
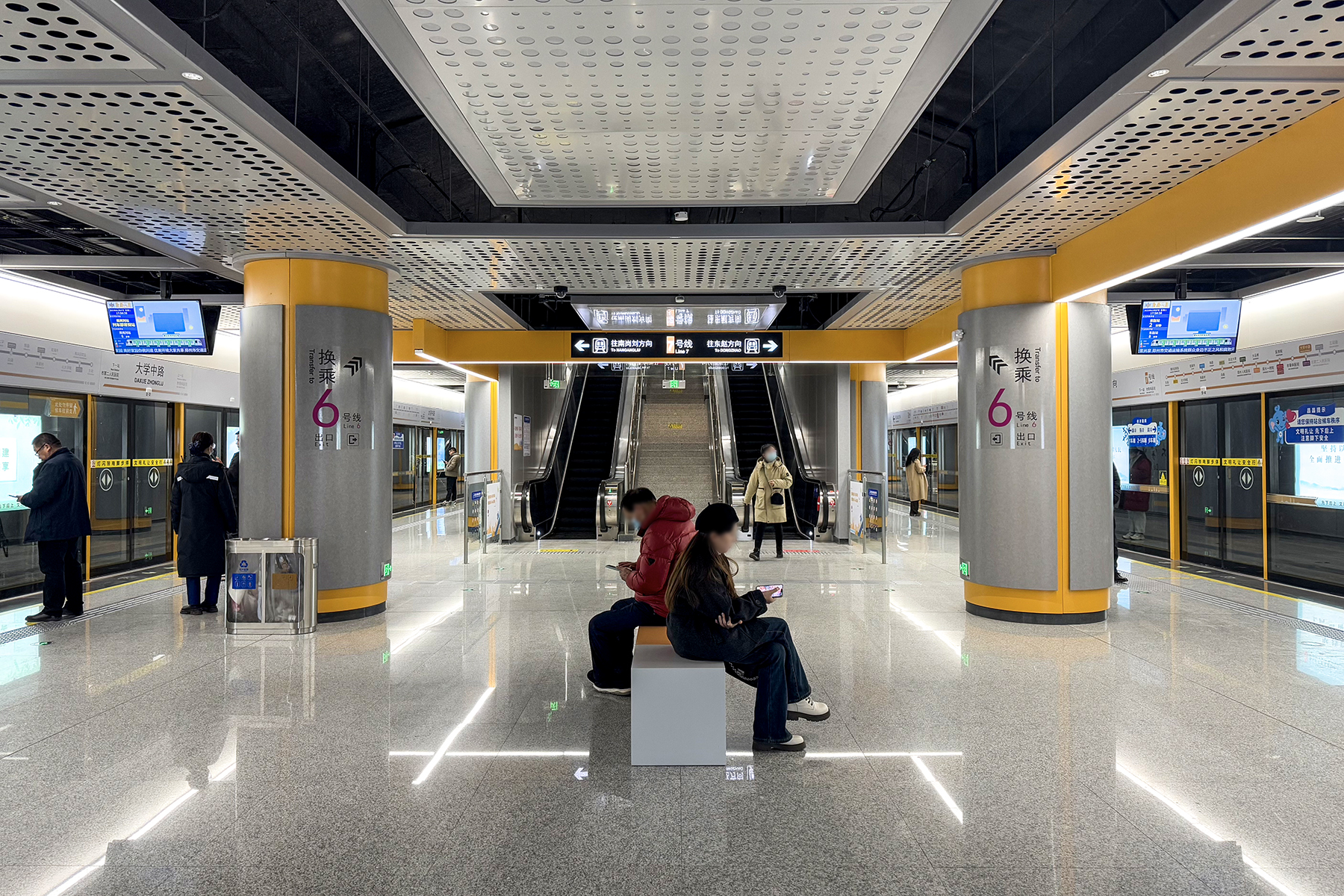
7号线站台

### 出入口
大学中路站已开通4个出入口，其中A口和E口位于淮河东路南侧，连接地面与6号线站厅，C口和D口位于大学中路西侧，连接地面与7号线站厅，A口和D口设有无障碍电梯。
该站已开通的各出入口信息如下表所示。
| 郑州古玩城 | 郑州古玩城   | 郑州古玩城 | 郑州古玩城   | 郑州古玩城 |
| 编号       | 路线         | 路线       | 路线         | 备注       |
| ---------- | ------------ | ---------- | ------------ | ---------- |
| 20         | 尖岗村       | ⇆          | 火车站西广场 |            |
| 210        | 兴国路公交站 | ⇆          | 花寨公交站   |            |
| B60        | 南四环京广路 | ⇆          | 火车站       | 原53路     |
| S165       | 兴华街公交站 | ⇆          | 火车站西广场 |            |
| Y2         | 郑密路公交站 | ⇆          | 火车站北港湾 | 夜间服务   |

| 大学路淮河路 | 大学路淮河路   | 大学路淮河路 | 大学路淮河路 | 大学路淮河路  |
| 编号         | 路线           | 路线         | 路线         | 备注          |
| ------------ | -------------- | ------------ | ------------ | ------------- |
| 4            | 侯寨           | ⇆            | 火车站北港湾 |               |
| G55          | 五龙口公交站   | ⇆            | 大学路南三环 |               |
| 57           | 思勤江路公交站 | ⇆            | 火车站西广场 |               |
| G204         | 后仓村         | ⇆            | 大学路南三环 |               |
| G904         | 紫玉路公交站   | ⇆            | 北三环文化路 | 原904路、T4路 |
| 906          | 佛岗村公交站   | ⇆            | 郑州海洋馆   |               |
| Y21          | 佛岗村公交站   | ⇆            | 紫荆山人民路 | 夜间服务      |

| 大学中路地铁站E口 | 大学中路地铁站E口 | 大学中路地铁站E口 | 大学中路地铁站E口 | 大学中路地铁站E口 |
| 编号              | 路线              | 路线              | 路线              | 备注              |
| ----------------- | ----------------- | ----------------- | ----------------- | ----------------- |
| S322              | 康桥金域上郡社区  | ⇆                 | 大学中路地铁站E口 |                   |

## 历史
大学中路站在规划施工期间曾称“古玩城站”，2021年10月20日，根据郑州市人民政府通告，该站名称确定为现名。大学中路站由中铁上海工程局城建分公司承建，于2024年3月23日主体结构封顶，2024年7月11日通过验收，并于2024年11月30日随6号线一期东北段的开通而启用。2024年12月29日，7号线一期开通运营，该站成为6号线和7号线的换乘站。